# Torre Azadi

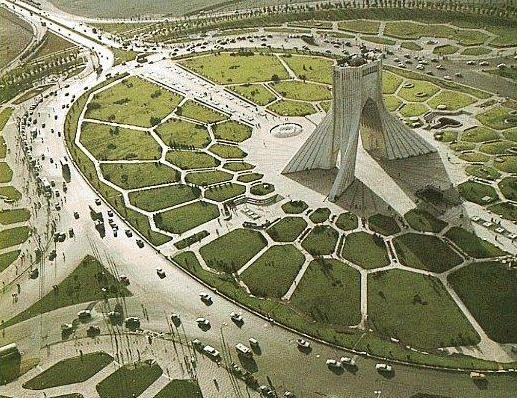
La plaça Azadi, a Teheran

La Torre Azadi (en persa برج آزادی, literalment «Torre de la Llibertat») és un monument de la ciutat de Teheran, capital de l'Iran. Emblema de la modernització del país, es va construir el 1971 per commemorar el 2.500 aniversari de l'Imperi Persa. Inicialment, va rebre el nom de Shahyad en honor del xa (l'emperador de l'Iran), però després de la Revolució islàmica de 1979, el monument canvià el nom original per l'actual de "Torre Azadi".
La torre és en una de les entrades a la ciutat de Teheran. Obra de l'arquitecte bahai Hossein Amanat, l'edifici té una silueta inconfusible, en forma de porta monumental, amb una estructura com de piràmide truncada sobre quatre potes, i mesura 45 metres d'alçada. Des de cada angle es mostra amb una perspectiva i una escala aparent diverses i canviants. Sota les quatre arcades, la seva pell té un aspecte com tèxtil, de xarxa. Al seu interior hi ha un petit museu arqueològic.
La torre és al centre d'una enorme plaça el·líptica enjardinada, la plaça Azadi, que el 12 de desembre de 1979 fou l'escenari de les majors concentracions populars de la Revolució islàmica. El monument és visible des de molts punts de la ciutat, en especial de nit, quan està completament il·luminat, i des de la seva terrassa superior es pot gaudir d'una bona panoràmica de la ciutat.